# Marginale Sparquote
Die marginale Sparquote (auch: marginale Sparneigung, Grenzrate oder Grenzneigung zum Sparen) ist eine Sparquote, die angibt, um welchen Betrag die Ersparnis steigt, wenn das Volkseinkommen um eine Geldeinheit steigt. Ihr Pendant ist die marginale Konsumquote.

## Allgemeines
Gelegentlich wird für die marginale Sparquote auch der Begriff Grenzsparen benutzt, damit Konformität zu den in den Wirtschaftswissenschaften bekannten Komposita wie Grenzertrag, Grenzkosten, Grenznutzen, Grenzpreis oder Grenzprodukt hergestellt wird. Diesen ist gemeinsam, dass es um den Zuwachs geht, der durch den Einsatz einer weiteren Einheit einer ökonomischen Größe erzielt oder aufgewendet wird. Das ist auch bei der marginalen Sparquote der Fall, einem Zuwachs des Sparens durch Erhöhung des Einkommens um eine Geldeinheit. Die marginale Sparquote ist in diesem Zusammenhang der Grenzwert der durchschnittlichen Sparquote.
Die marginale Sparquote ist grundlegend für die Entwicklung des Keynesianischen Totalmodells und des Multiplikators.

## Ermittlung
In einer einfachen (Modell-)Volkswirtschaft ohne Staat, Steuern und Außenhandel lässt sich das Volkseinkommen wie folgt darstellen:
(a)
Das gesamte Volkseinkommen ({\displaystyle Y}) fließt an die Privathaushalte, die es konsumieren ({\displaystyle C}) und sparen ({\displaystyle S}): 
{\displaystyle {\mathit {Y}}=C+S}.
(b)
Sowohl der Konsum als auch das Sparen können somit als abhängig vom Volkseinkommen angenommen werden, d. h., dass mit steigendem Einkommen auch der Konsum steigt:
{\displaystyle C=\mathbb {C} _{a}+cY,\quad {\text{wobei}}\quad \mathbb {C} _{a}>0\quad {\text{und}}\quad 0<c<1}.
{\displaystyle \mathbb {C} _{a}} beschreibt darin den sogenannten autonomen Konsum, der bei einem Einkommen von null ({\displaystyle Y=0}) getätigt wird (Entsparen, z. B. durch den Verkauf von Vermögen). Bei jedem Einkommensanstieg um eine Geldeinheit steigt der Konsum um {\displaystyle c} Geldeinheiten. Ist die marginale Konsumneigung beispielsweise {\displaystyle c=0{,}85}, dann steigt der Konsum um 0,85 € mit jedem Einkommensanstieg um 1 €:
{\displaystyle C=\mathbb {C} _{a}+0{,}85\cdot 1=\mathbb {C} _{a}+0{,}85}.
(c)
Die marginale Konsumneigung ist kleiner als eins, d. h., dass bei einer Einkommenserhöhung um einen Euro ein Anteil {\displaystyle c} für den Konsum ausgegeben wird. Der Rest wird gespart, weil die Sparfunktion
{\displaystyle {\mathit {S}}=Y-C}
gilt.
(d)
Durch Substitution von (b) in (c) erhält man die marginale Sparquote
{\displaystyle S=Y-(\mathbb {C} _{a}+cY)=-\mathbb {C} _{a}+(1-c)Y}
oder anders ausgedrückt: 
{\displaystyle {\mathit {s}}=1-c}.
In dem Beispiel beträgt die marginale Sparneigung also {\displaystyle {\mathit {s}}=1-0{,}85=0{,}15}.
Folgen
Da ein zusätzliches Einkommen {\displaystyle \Delta Y} entweder konsumiert oder gespart wird,
{\displaystyle \Delta Y=\Delta C+\Delta S},
lässt sich die marginale Sparquote auch unmittelbar aus der marginalen Konsumquote ableiten. 
Mathematisch ist die marginale Sparquote {\displaystyle S_{m}} die erste Ableitung der Sparfunktion {\displaystyle S=S(Y)} nach dem Volkseinkommen:
{\displaystyle S_{m}={\frac {\Delta S}{\Delta Y}}}.
Marginale Sparquote und marginale Konsumquote ergänzen sich zu {\displaystyle 1}, weil ihnen die Gleichung {\displaystyle Y=C+S} zugrunde liegt und dabei von Hortung abgesehen wird.

## Wirtschaftliche Aspekte
Je niedriger die marginale Sparquote oder je größer der Kapitalkoeffizient ist, umso kleiner ist die Wachstumsrate bei gegebenem Einkommen. Staaten mit hoher Sparquote haben deshalb auf lange Frist ein höheres Wachstumspotenzial als Staaten mit niedriger Sparquote (und entsprechend hoher Konsumquote).
Autonomes Sparen ist einkommensunabhängig und fällt an, um den – ebenfalls einkommensunabhängigen – autonomen Konsum zu bestreiten.